# Linguistica cognitiva
La linguistica cognitiva analizza le espressioni linguistiche, situate nel contesto in cui sono state pronunciate, per ricostruire i processi cognitivi alla loro base.
Alcuni degli autori più importanti sono George Lakoff, Mark Johnson, Gilles Fauconnier, Colin Murray Turbayne
e Mark Turner.
Una rielaborazione critica delle teorie della linguistica cognitiva ha dato vita alla corrente danese della semiotica cognitiva, il cui maggiore esponente è Per Aage Brandt.